# Кадницы
Ка́дницы — старинное село в Кстовском районе Нижегородской области. Входит в состав Запрудновского сельсовета.
Село располагается на правом берегу Волги в 50 км от Нижнего Новгорода и в 5 км от федеральной трассы М7 (Москва — Нижний Новгород — Казань — Уфа). В селе есть пристань.

## История
Известно с 1365 года, когда князь Борис Константинович пожаловал село архимандриту Дионисию. Село имело важное стратегическое значение на Волге, контролировало устье реки Кудьма. В XV и XVI веках село неоднократно разорялось набегами татаро-монголов и ногайцев. После присоединения Казани село было подарено Иваном Грозным своему полководцу Ивану Васильевичу Шереметеву-Меньшому.
В начале XVII века во времена смуты село вновь было разорено: дворы боярина и его управителя, а также более 30 крестьянских дворов и церковь Иоанна Богослова сожжены, многие жители бежали за Волгу, а другие ушли с нижегородским ополчением Минина и Пожарского.
После завершения смутного времени и воцарения Михаила Фёдоровича Романова село вновь стало возрождаться. К середине XVII века Кадницы разрослись настолько, что с Волги казались настоящим городом. В середине XVII века в селе насчитывалось 195 жилых дворов и в них 475 мужчин (около 1000 человек обоего пола).
В 1647 году Шереметевы передали село во владение своему зятю — Якову Никитичу Одоевскому, который, в свою очередь 8 февраля 1677 года переписал село в приданое дочери, княжне Марфе, при выходе её замуж за боярина Михаила Яковлевича Черкасского. В 1713 году Алексей Михайлович Черкасский выдал замуж свою дочь Варвару за графа Петра Борисовича Шереметева, сына первого фельдмаршала России Бориса Петровича (1652—1719).
В 1854 году на крутом берегу Волги был построен каменный Спасо-Преображенский храм. Высокая трёхъярусная колокольня церкви служила маяком проплывающим по реке судам. В советское время храм был закрыт и пришёл в упадок. В 2000-е годы восстановлен. К северо-западу от храма располагалось кладбище, но в 1990-е годы его территория была застроена частными домами.
С появлением первых пароходов село Кадницы приобрели славу родины волжских капитанов, так как многие известные капитаны были родом из этого села.
Село состоит из двух частей: нижней, расположенной под горой, на берегу реки Кудьма, и верхней, расположенной на возвышенном плато. В советское время нижней части села был присвоен статус рабочего посёлка и дано новое название — Ленинская Слобода, которое официально закреплено по сей день (по состоянию на 2023 год). Однако новое название не прижилось, местным населением по большей части игнорируется и в основном используется лишь в официальных бумагах. В обиходе и село, и посёлок продолжают называться одним названием — Кадницы.
В 1967 году в Кадницах был снят фильм «История Аси Клячиной, которая любила, да не вышла замуж» режиссёра Андрея Кончаловского. На 36-й минуте показана Преображенская церковь.
В 1930—1960 годы в село многократно приезжал художник Николай Иванович Плеханов и написал с натуры множество картин.

## Известные люди
Кадницы — родина Героя Советского Союза Александра Александровича Сутырина, зодчего XVII века Павла Потехина и Николая (Никандра) Александровича Вахтурова — русского борца и ученика И. М. Поддубного.  

## Галерея

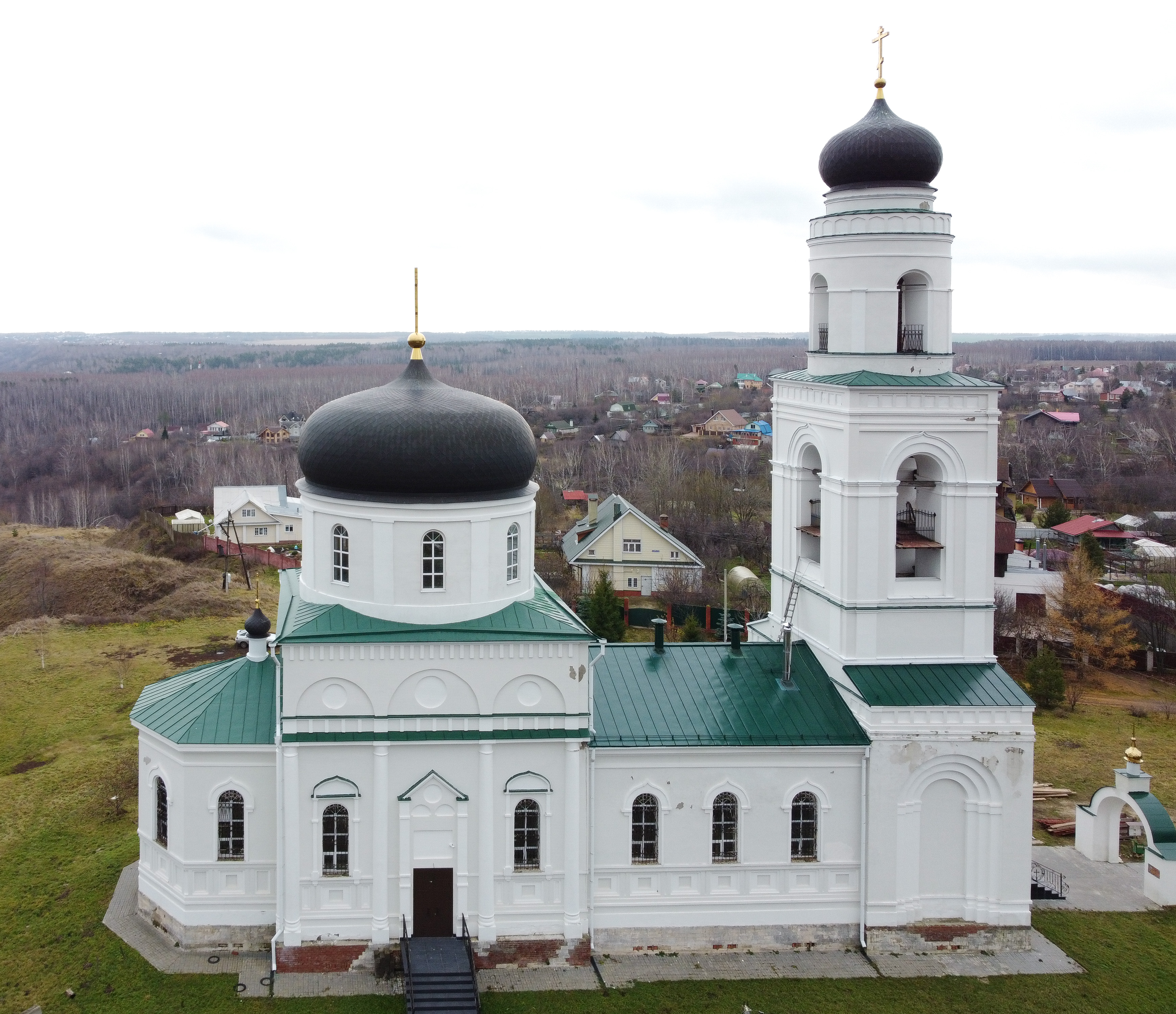
Церковь Преображения Господня
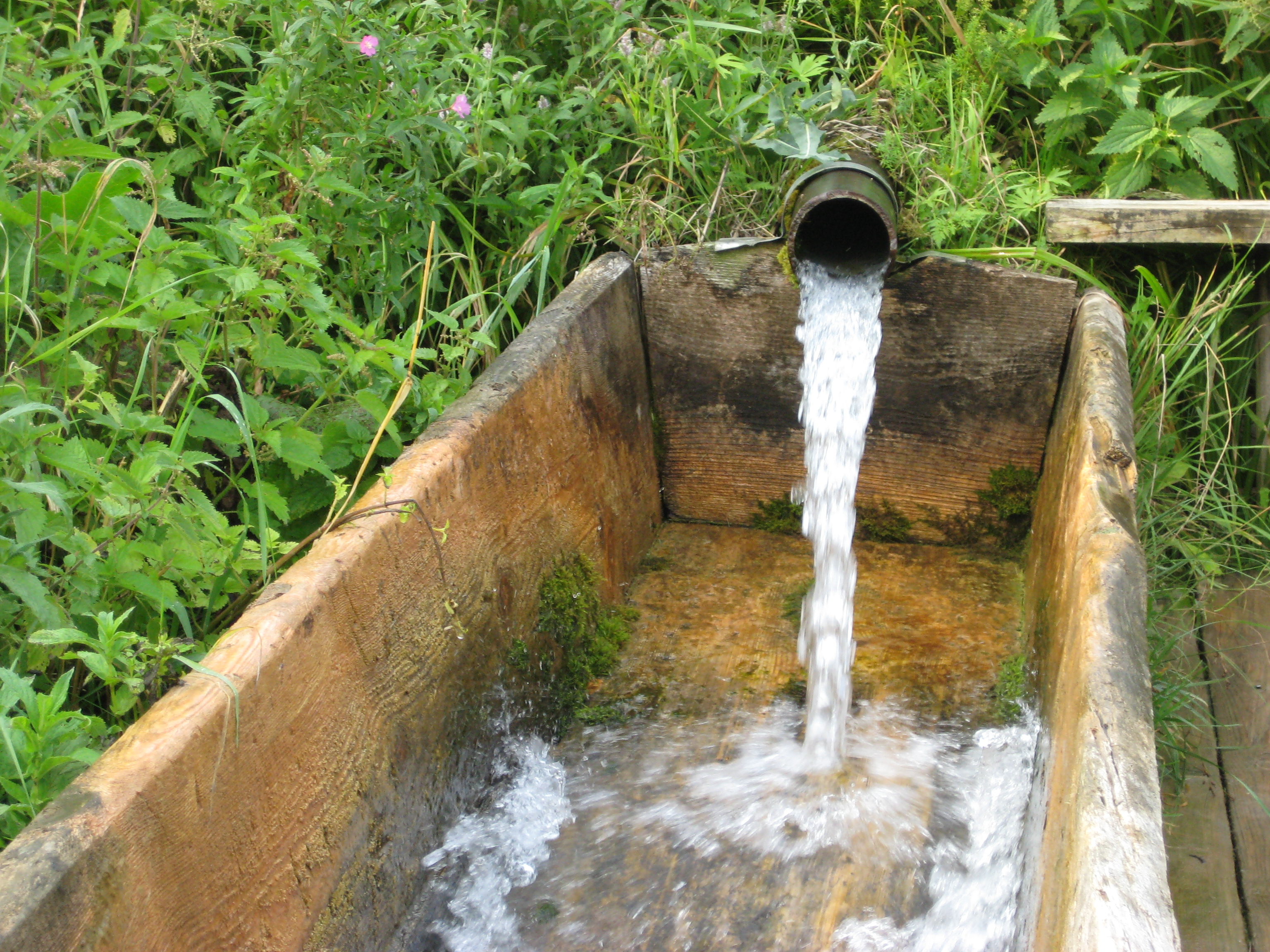
Горный ключ
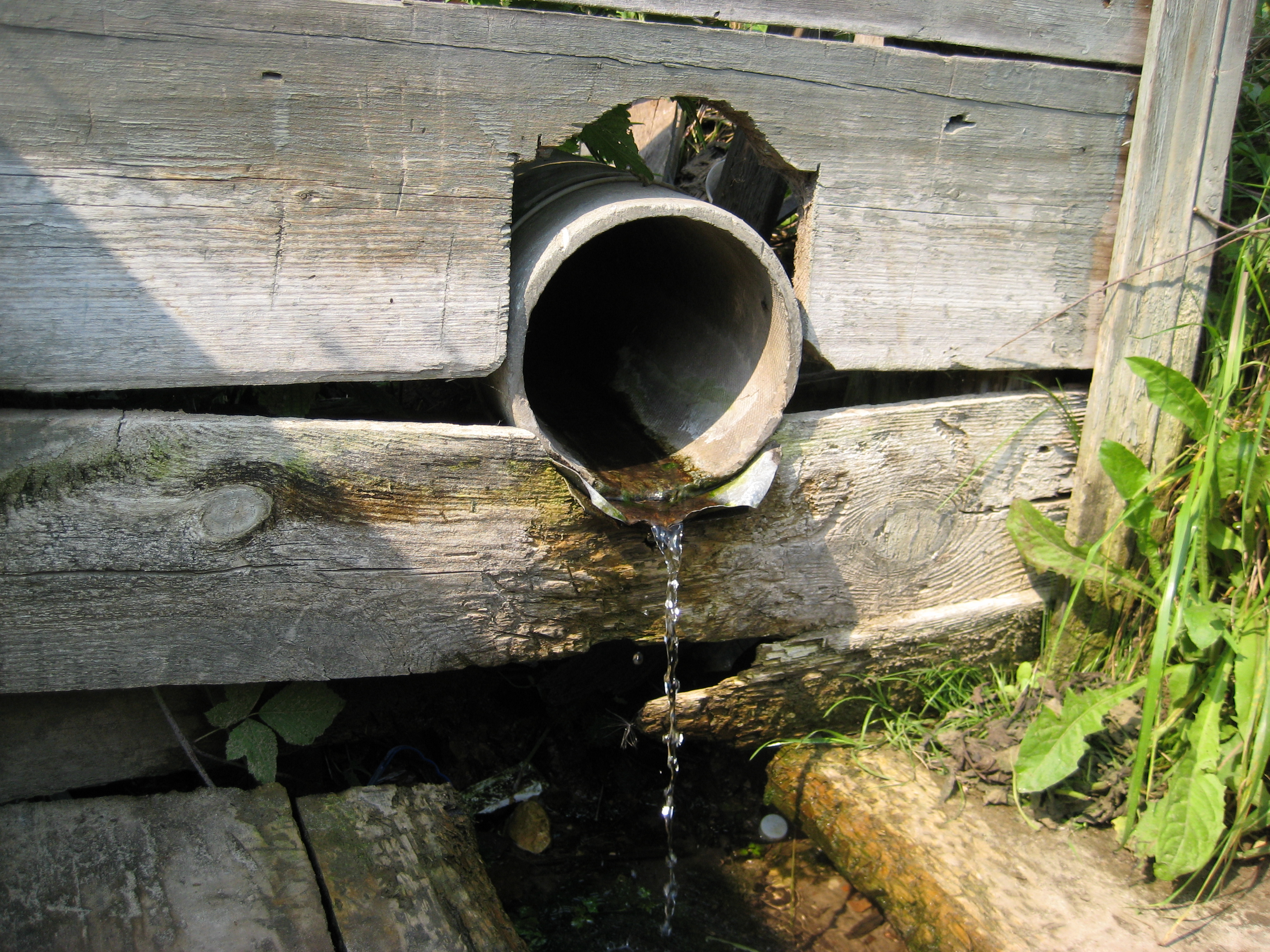
Родник
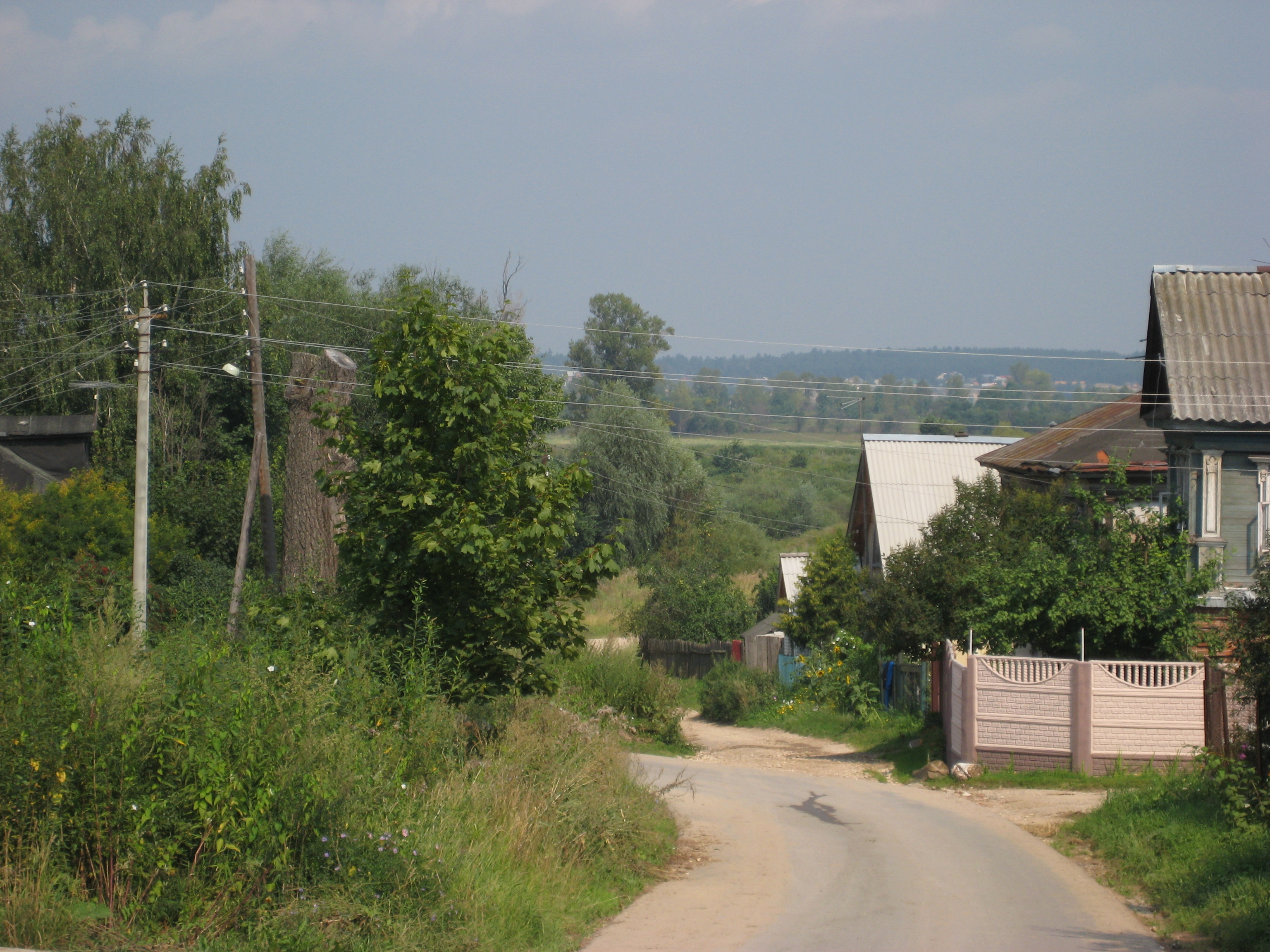
Улица Почтовая
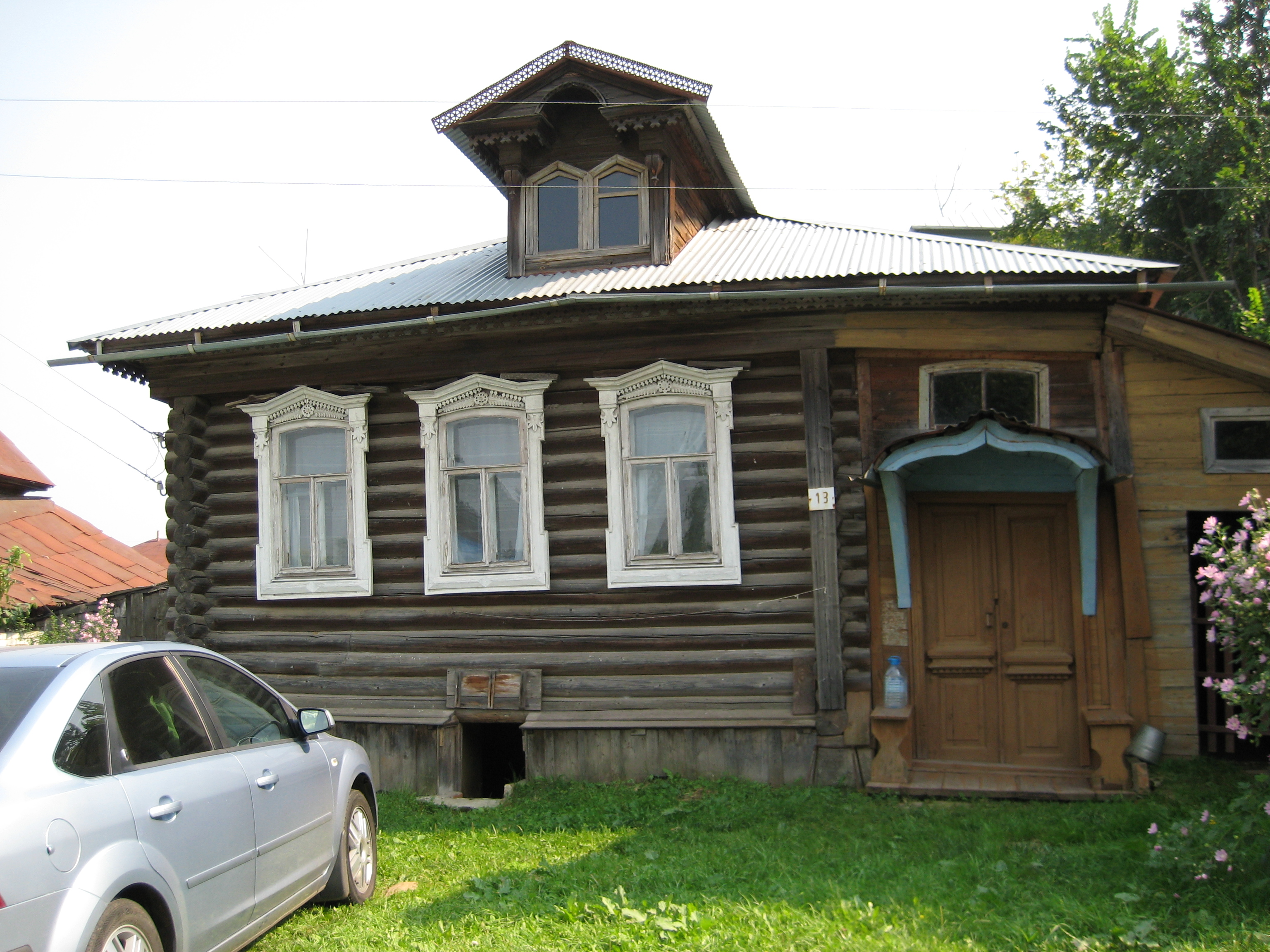
Деревенский дом
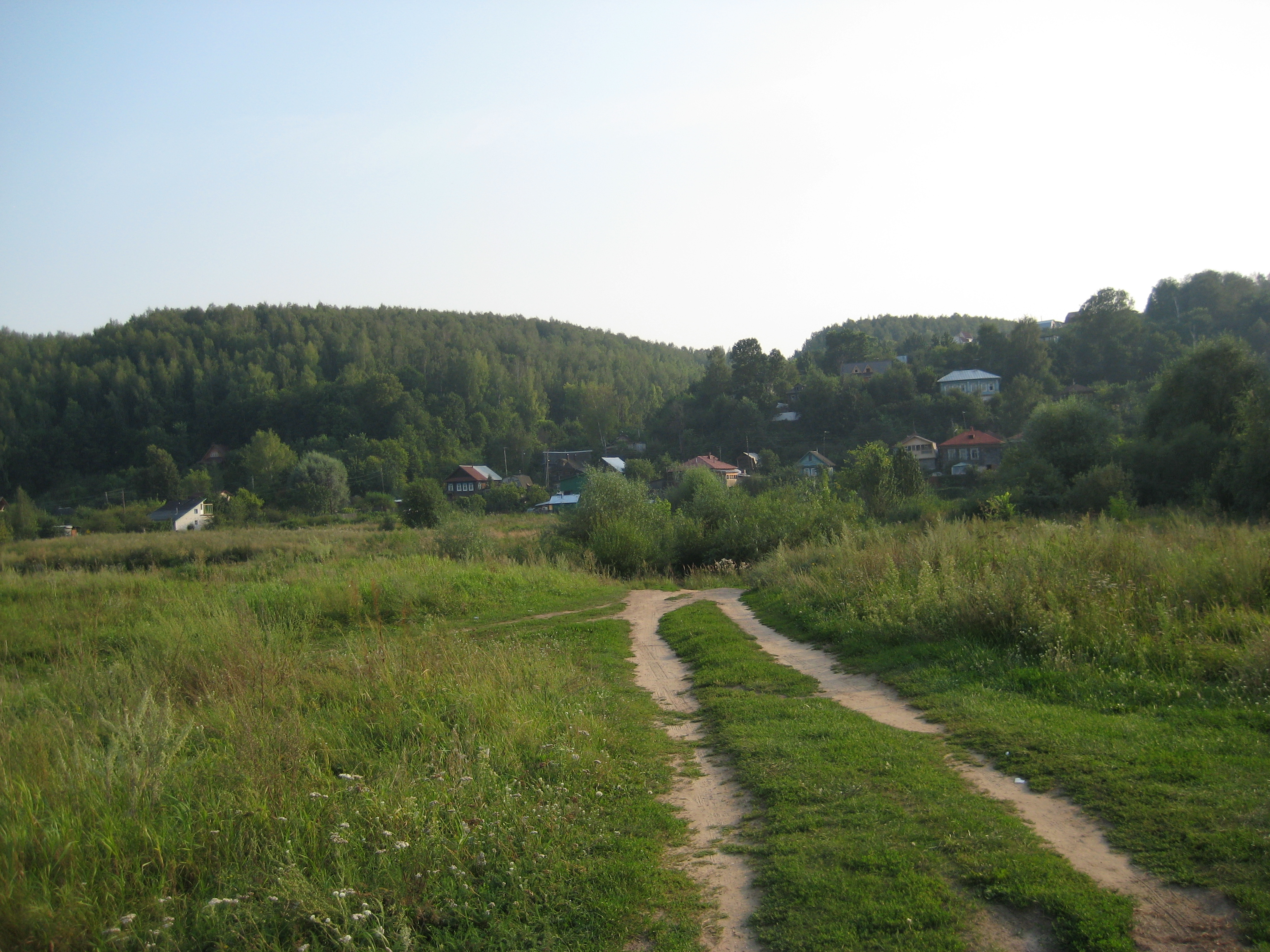
Дорога в село от реки
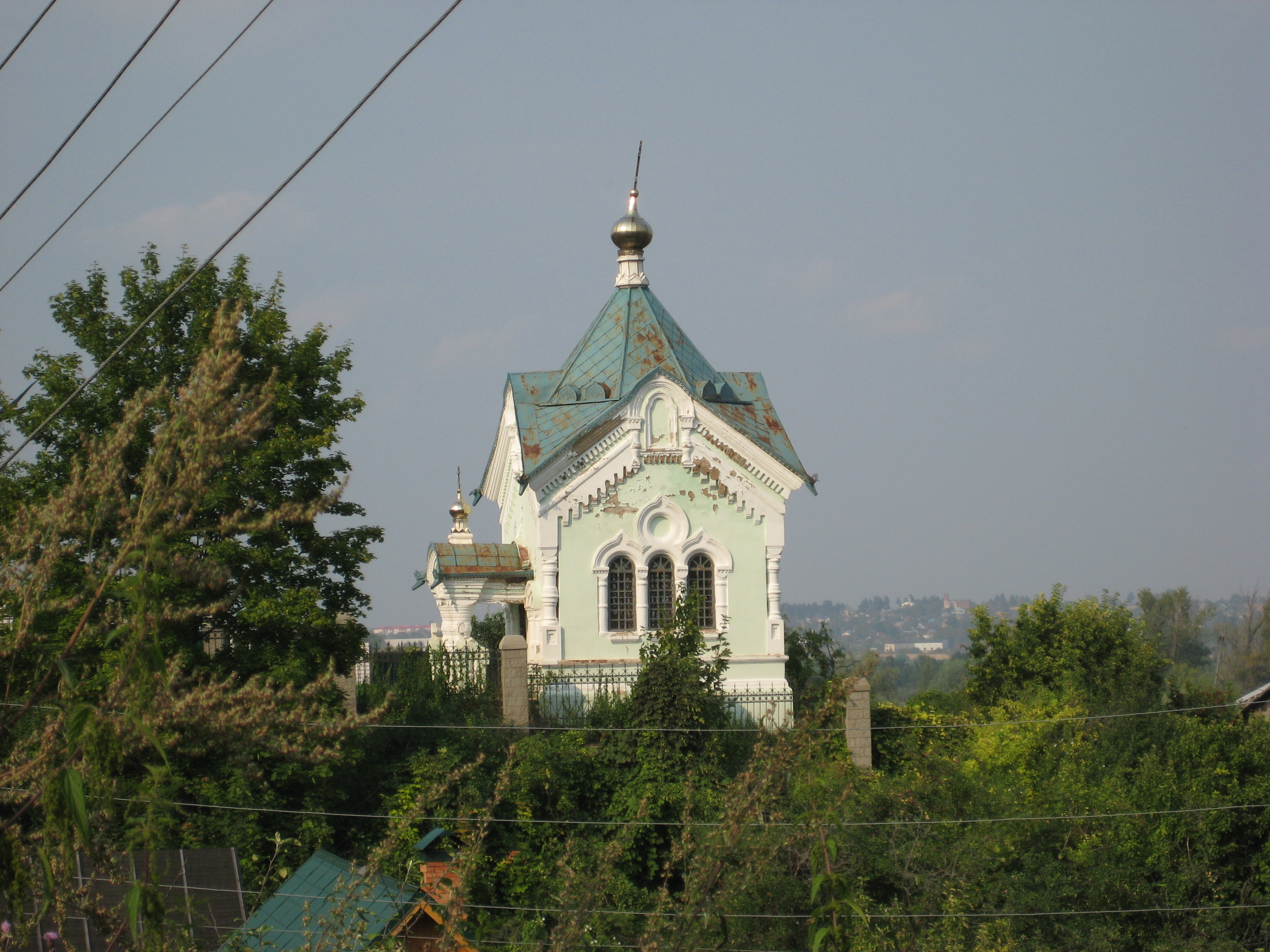
Часовня на Красной горе

## В литературе
– Ничего, Ириночка, – сказала Катя, – мы еще съездим в Кадницы.
 — так заканчивается роман Анатолия Рыбакова 1955 года «Екатерина Воронина».